# Renealmia dermatopetala
Renealmia dermatopetala är en enhjärtbladig växtart som beskrevs av Karl Moritz Schumann. Renealmia dermatopetala ingår i släktet Renealmia och familjen Zingiberaceae. Inga underarter finns listade i Catalogue of Life.